# Novočerkassk
Novočerkassk è una città della Russia europea meridionale, nell'oblast' di Rostov, situata sulla sponda destra del fiume Tuzlov.
La sua fondazione risale all'anno 1805, quando gli abitanti dello stanica (villaggio cosacco) di Čerkassk furono costretti ad abbandonarlo per via delle troppo frequenti inondazioni del Don.
La città fu teatro di una sbrigativa risoluzione, da parte del KGB, di alcune sollevazioni popolari nel giugno del 1962, in un evento noto come massacro di Novočerkassk.
È la città natale dello scacchista Andrej Esipenko.

## Galleria d'immagini

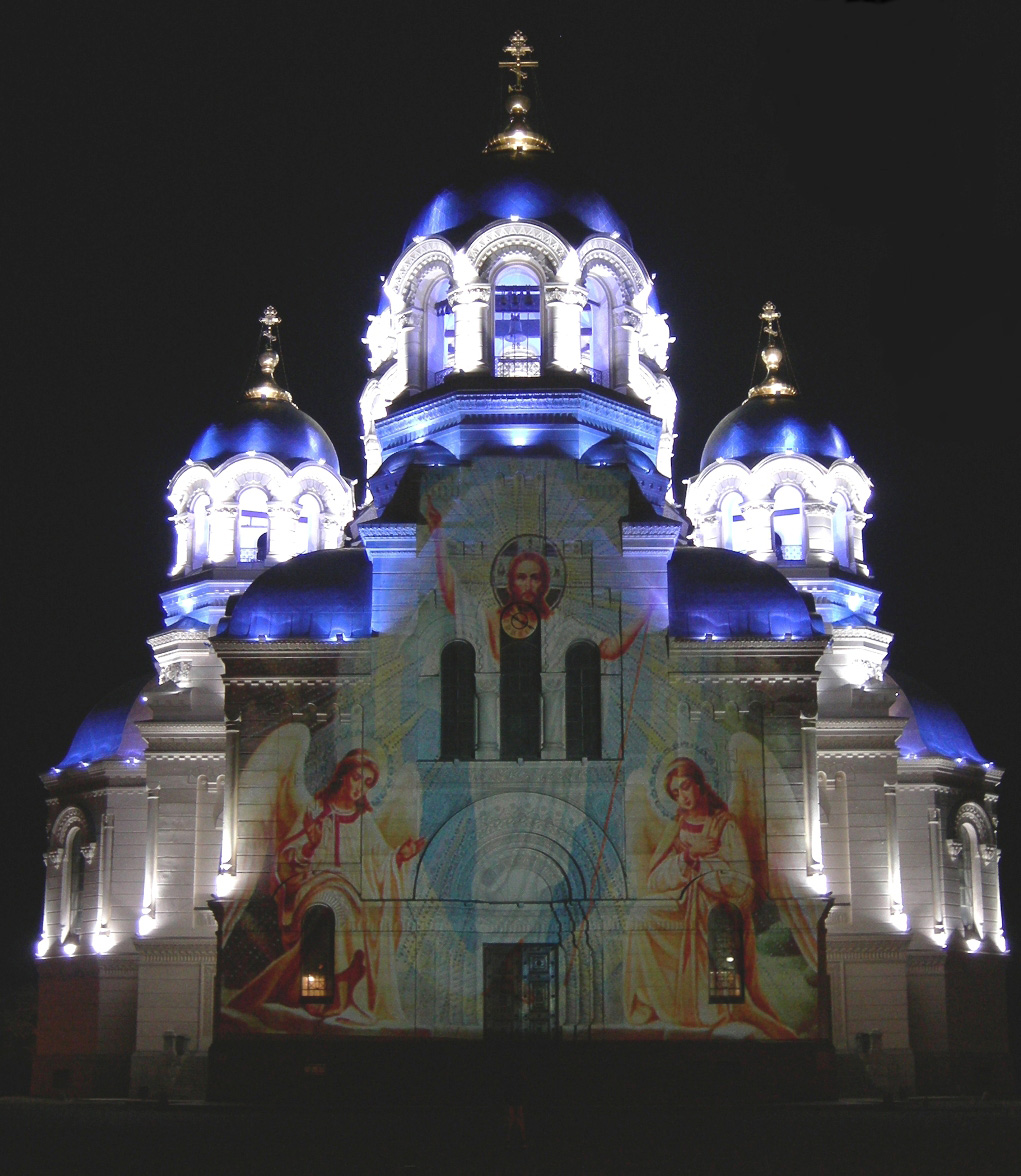
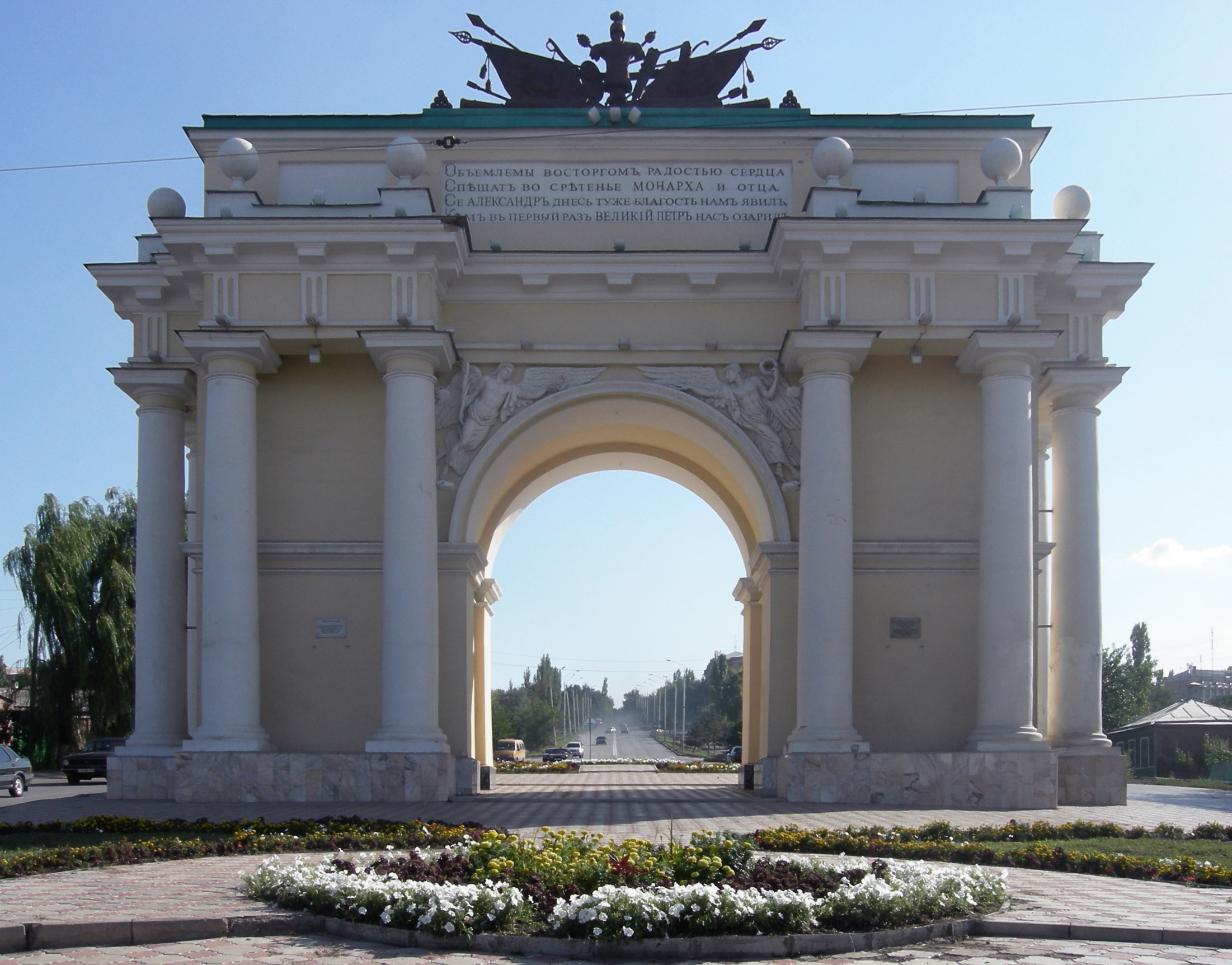
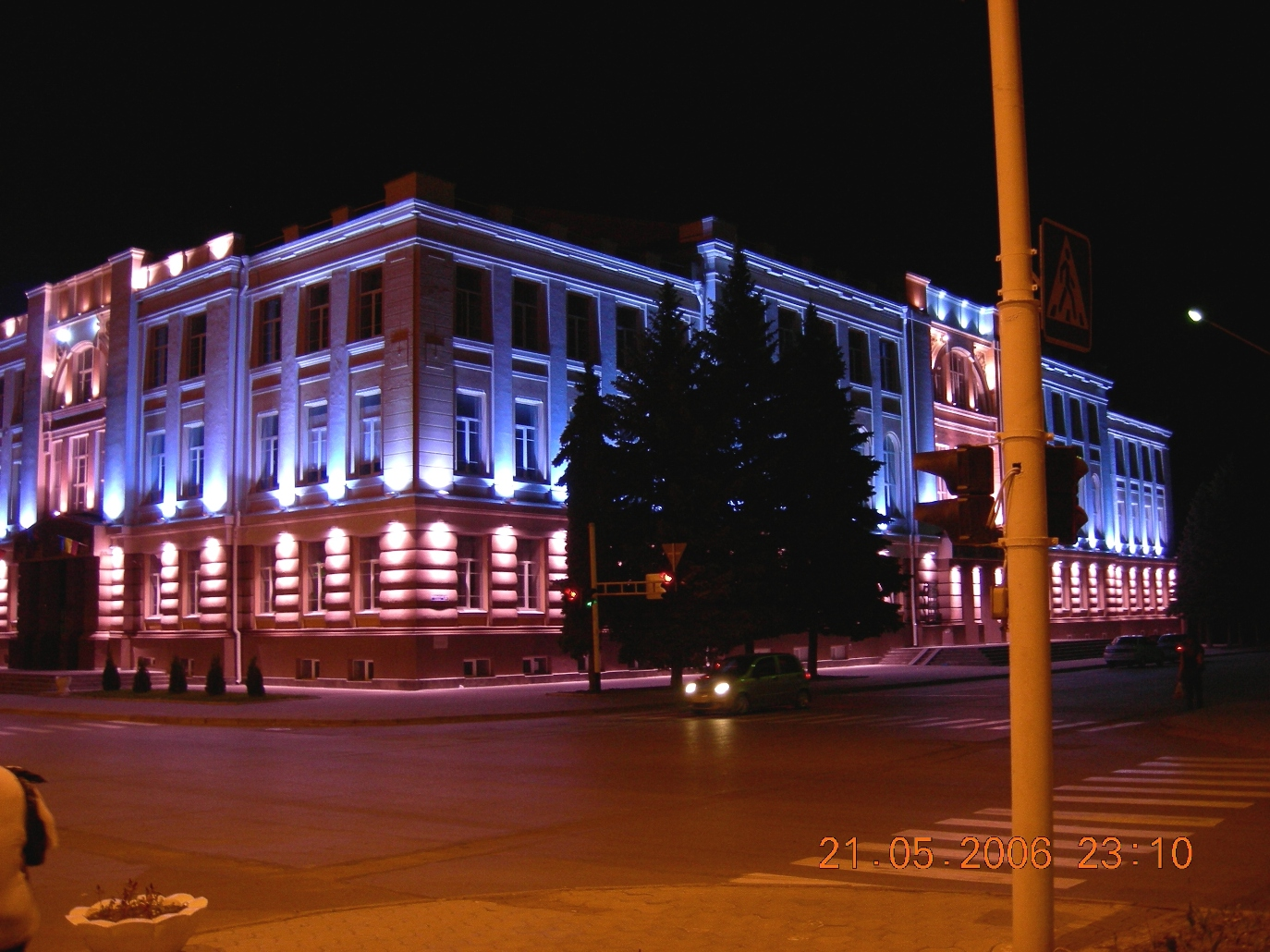
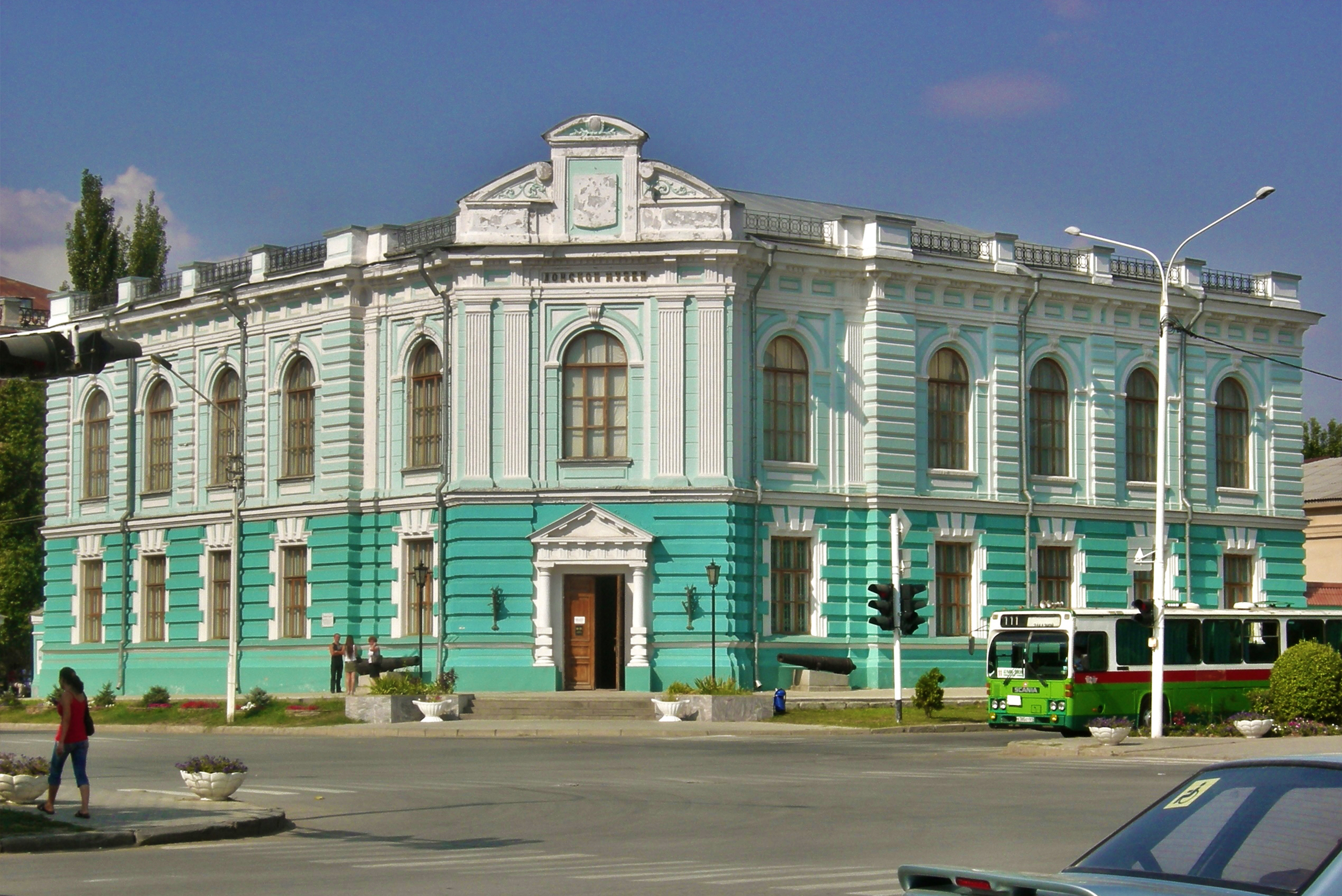
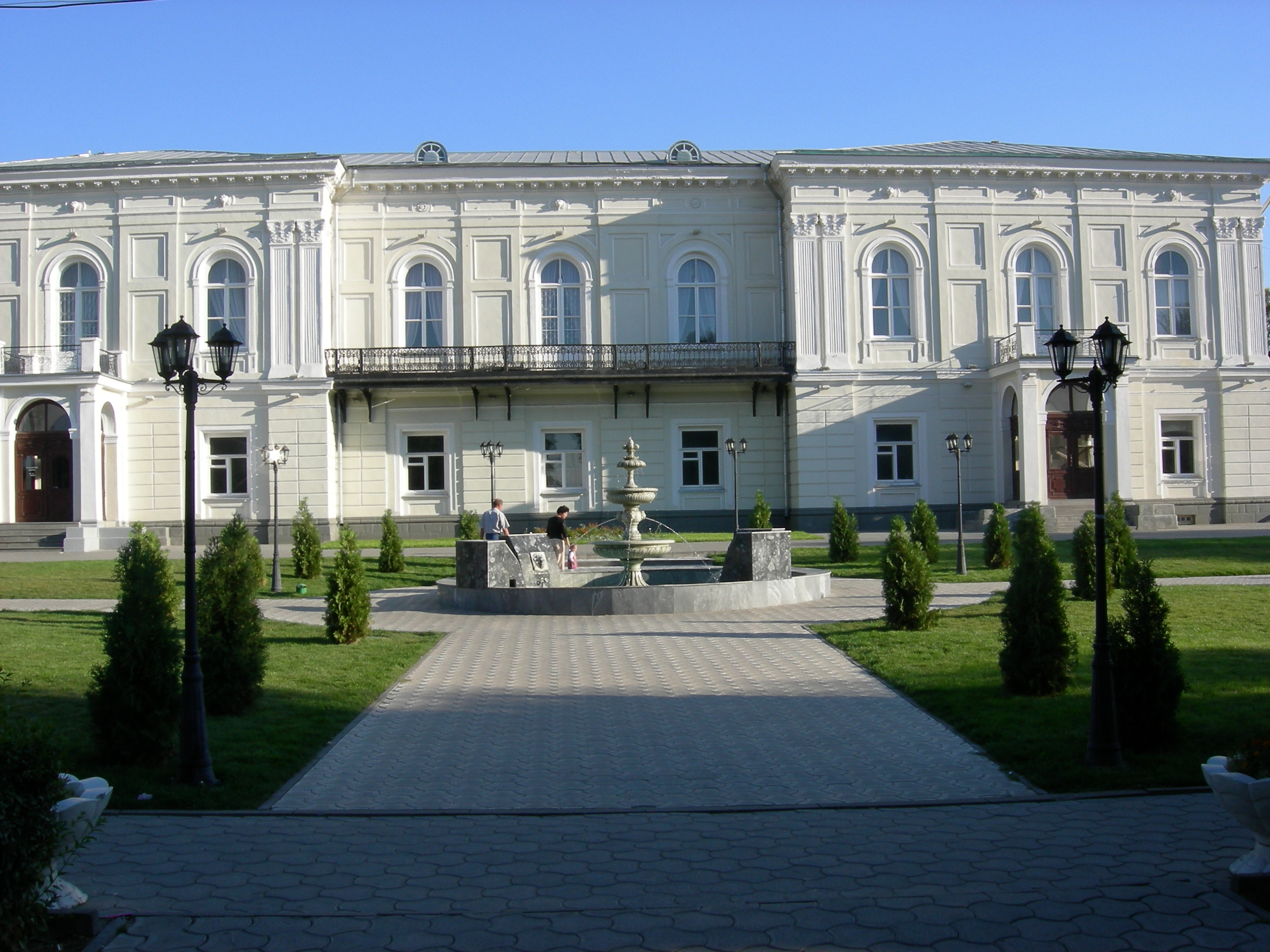
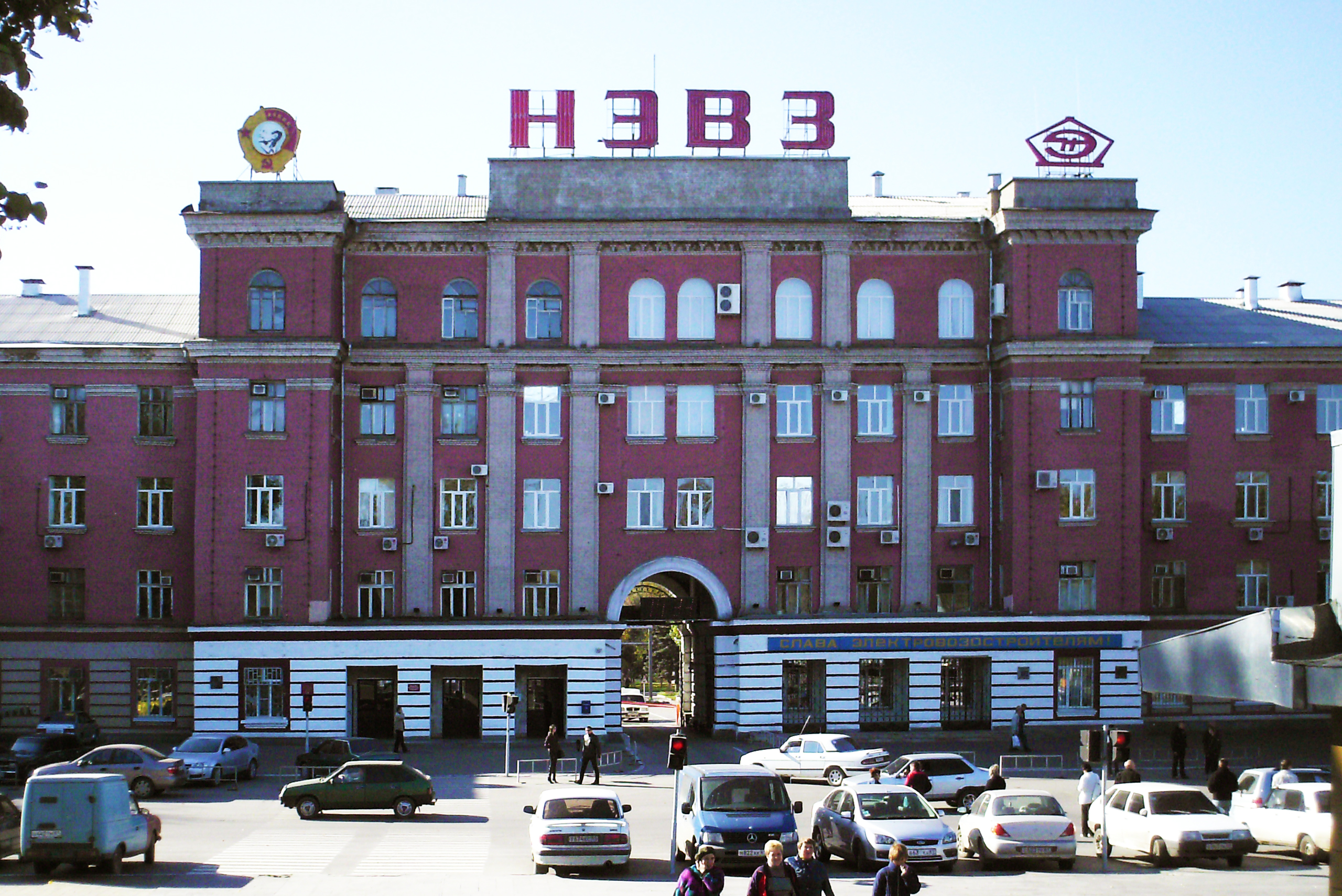
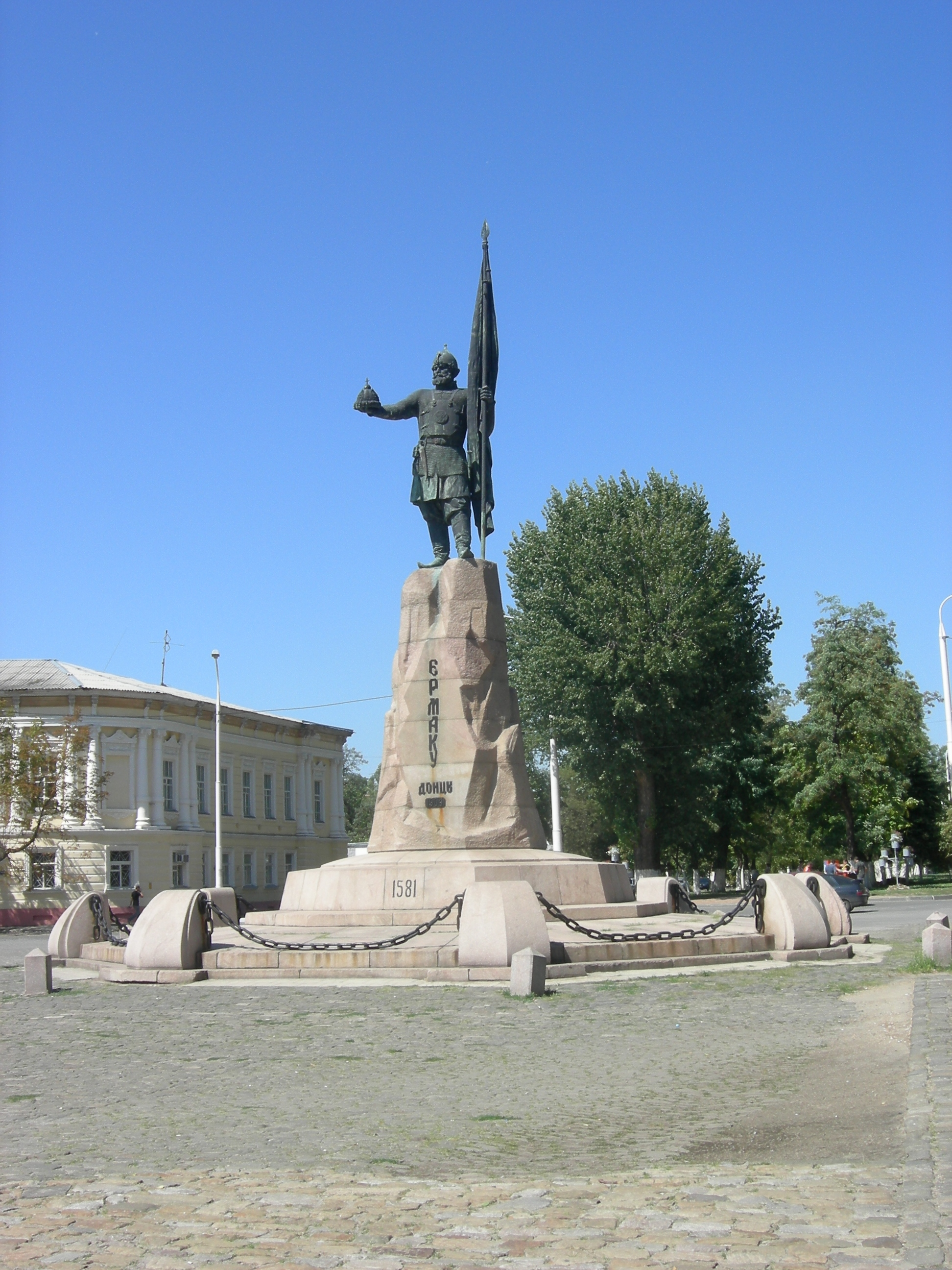
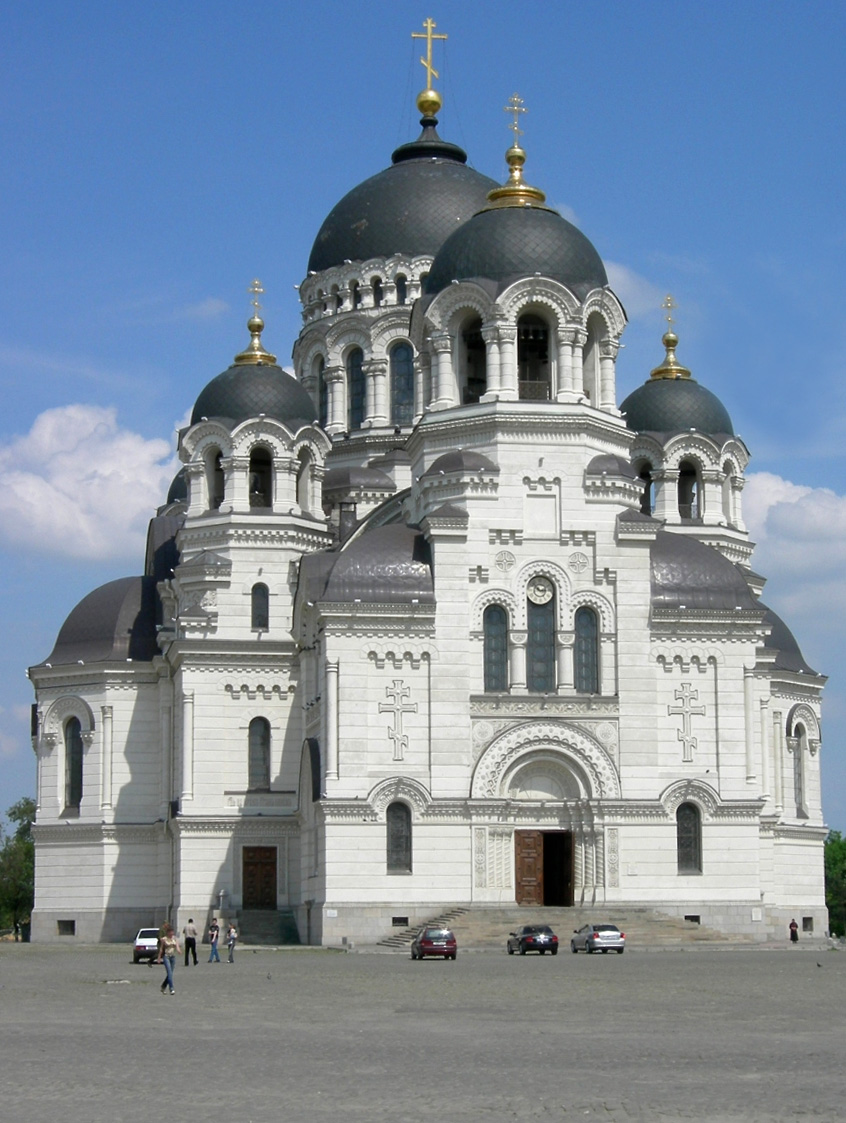

## Società

### Evoluzione demografica
| 1811    | 1840    | 1897    | 1914    | 1926    | 1939    |
| ------- | ------- | ------- | ------- | ------- | ------- |
| 6 700   | 17 600  | 52 000  | 69 100  | 56 600  | 75 900  |
| 1959    | 1970    | 1979    | 1989    | 2002    | 2007    |
| 123 000 | 162 000 | 183 100 | 187 973 | 170 822 | 178 000 |